# 신창여자중학교
신창여자중학교(信昌女子中學校)는 대한민국 경상남도 창녕군 창녕읍 술정리에 있는 사립 중학교이다.

## 학교 연혁
- 1969년 12월 2일 : 재단법인(신창학원 인가)
- 1970년 2월 9일 : 신창중학교 설립인가(9학급)
- 1970년 3월 1일 : 개교기념일 및 입학식(1학년 3학급) 재단이사장 배성근 목사 취임
- 1970년 3월 20일 : 교내 신축공사 준공(교실 8, 특별교실 2)
- 1970년 4월 7일 : 안경주 제1대 교장 취임
- 2004년 2월 29일 : 과학실 현대화 준공
- 2005년 7월 27일 : 전판석 재단이사장 취임
- 2005년 12월 6일 : 학교 샘터도서관 개관
- 2015년 9월 11일 : 신 교사 완공
- 2020년 12월 16일 : 체육관(경천관) 완공
- 2023년 1월 6일 : 제51회 졸업식 36명(졸업생 총인원 5,245명)
- 2023년 3월 2일 : 2023학년도 신입생 입학(40명)
- 2025년 3월 1일 : 정순영 제9대 교장 취임

## 참고 자료
- 신창여자중학교 - 한국교육학술정보원 학교알리미